# Нагадак (платформа)
Нагадак (башк.: Нуғаҙаҡ) — остановочный пункт на линии Карламан — Мурапталово Башкирского региона Куйбышевской железной дороги. Находится в деревне Нагадак Нагадакского сельсовета Аургазинского района.

## Расположение и инфраструктура
Остановочный пункт расположен в одноимённой деревне. В 300 метрах к западу от платформы (по полевой дороге) расположена автодорога 80Н-103. Неподалёку от остановочного пункта расположены следующие деревни: центр сельсовета Татарский Нагадак (в 3 км. по автодороге), Чувашский Нагадак (в 5 км. по автодороге). В окрестностях остановочного пункта расположены преимущественно сельскохозяйственные угодья.
Остановочный пункт имеет одну боковую низкую платформу. Вокзала и железнодорожных билетных касс нет. Коммерческие операции, осуществляемые по станции: посадка и высадка пассажиров на (из) поезда пригородного и местного сообщения. Приём и выдача багажа не производятся.

## Дальнее сообщение
Пассажирские поезда № 371/372 Уфа - Андижан и № 381/382 Уфа - Ташкент на о.п. Нагадак не останавливаются.

## Пригородное сообщение
О.п. Нагадак является промежуточным для всех пригородных поездов. Пригородное сообщение осуществляется рельсовыми автобусами РА1 и РА2. По состоянию на март 2020 года остановку на о.п. Нагадак имеют поезда:
- Стерлитамак — Карламан (ежедневно, 1 пара поездов, время в пути от/до Стерлитамака - около 1 часа 13 минут, от/до Карламана - 54-59 минут)
- Стерлитамак — Уфа (ежедневно, 1 пара поездов, время в пути от/до Стерлитамака - около 1 часа 13 минут, от/до Уфы - 2 часа 21 минут - 2 часа 27 минуты)

Текущее расписание пригородных поездов по остановочному пункту Нагадак можно посмотреть здесь:
- Расписание пригородных поездов. Яндекс.Расписания.